# فضاپیمای جیوتو
جیوتو یک مأموریت فضاپیمای رباتیک اروپایی از آژانس فضایی اروپا بود. این فضاپیما برای مطالعه ستاره دنباله دار هالی پرواز کرد و با این کار اولین فضاپیمایی شد که مشاهدات یک ستاره دنباله دار را از نزدیک رصد کرده‌است. در ۱۳ مارس ۱۹۸۶، این فضاپیما موفق شد در فاصله ۵۹۶ کیلومتری به هسته هالی نزدیک شود. نام این فضاپیما از اسم نقاش دوران رنسانس ایتالیا، جوتو دی بوندونه گرفته شده‌است. وی در سال ۱۳۰۱ ستاره دنباله دار هالی را مشاهده کرده بود و از آن الهام گرفته بود تا ستاره بیت‌اللحم را در نقاشی خود در نیایش مغان به تصویر بکشد.

## مأموریت
در ابتدا این کاوشگر بعنوان شریک ایالات متحده برنامه‌ریزی شده بود که جیوتو را همراهی می‌کرد، اما این امر به دلیل کاهش بودجه در ناسا به نتیجه نرسید. قرار بود در زمان پرواز جیوتو تجهیزات رصد بر روی یک شاتل فضایی در مدار زمین خاکی وجود داشته باشد، اما آنها به نوبه خود با فاجعه چلنجر سقوط کردند.
این طرح سپس به یک آرمادا تعاونی از پنج فضاپیما از جمله جیوتو تبدیل شد، دو نفر از برنامه وگا اتحاد جماهیر شوروی و دو مورد از ژاپن: کاوشگرهای ساکیگاک و فضاپیمای <i id="mwLw">سوئیس</i> . این ایده برای کاوشگرهای ژاپنی و کاوشگر قبلی آمریکا (International Commerce Explorer International) بود که مسافت‌های طولانی را انجام دادند و پس از آن وگاس روسی که هسته را پیدا کرد، و اطلاعات حاصل از ارسال به این وسیله به جیوتو اجازه می‌داد تا دقیقاً بسیار نزدیک به هسته باشد. . از آنجا که جیوتو بسیار نزدیک به هسته ESA می‌گذرد، اکثراً متقاعد شده بود که به دلیل برخورد فضاپیما با سرعت بسیار زیاد با بسیاری از ذرات گرد و غبار موجود از ستاره دنباله دار، درگیری از بین نمی‌رود. گروه هماهنگ شده کاوشگرها به عنوان هالی آرمادا شناخته شدند.

## طرح

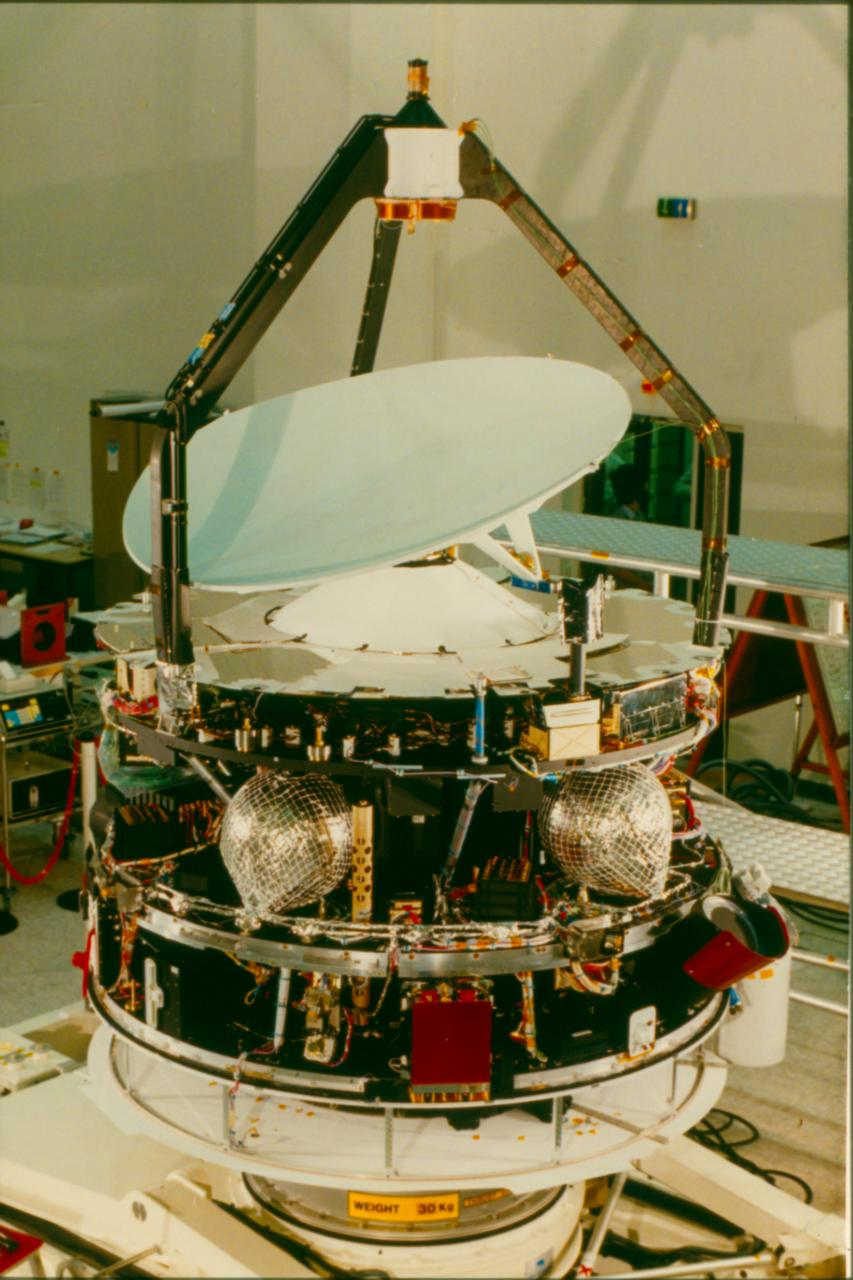
تصویری از فضاپیمای Giotto در هنگام ساخت

این فضاپیما از ماهواره تحقیقاتی GEOS ساخته شده توسط فضانوردی انگلستان در فیلتون، بیرستول ساخته شده‌است و با افزودن یک سپر گرد و غبار (سپر ویپپل)، همان‌طور که توسط فرد ویپل پیشنهاد شده‌است، اصلاح شده‌است.

## جدول زمانی

### راه اندازی
این مأموریت در سال ۱۹۸۰ توسط ESA تدارک دیده شد و در ۲ ژوئیه ۱۹۸۵ توسط موشک آریان ۱ (پرواز V14) از کورو، گویان فرانسه به فضا پرتاب شد. مرکز کنترل آژانس فضایی اروپا در دارستاد (آلمان غربی) در ابتدا در مدار زمین‌ثابت انتقال (GTO) و سپس در نزدیکی زمین (NEP) قبل از فاز طولانی مسافرت کنترل می‌شد. در حالی که در GTO تعدادی از کشت و چرخش مانور (تا ۹۰ دور در دقیقه) در آماده‌سازی برای شلیک از تقویت اوج موتور (ABM)، انجام هر چند گردش دایره ای مدار شد مدار ثابت از ABM برای جیوتو در اخراج شد تعیین و کنترل نگرش از داده‌های سنسور پالس خورشید و زمین در تله متر برای تعیین جهت‌گیری فضاپیما استفاده می‌کند.

### برخورد هالی
وگا ۱ اتحاد جماهیر شوروی در ۴ مارس ۱۹۸۶ شروع به ارسال تصاویر هالی و اولین هسته آن کرد، و در ۶ مارس پرواز خود را آغاز کرد، و پس از آن وگا ۲ پرواز خود را در ۹ مارس انجام داد. نزدیکترین رویکرد وگا ۱ به ستاره دنباله‌دار هالی ۸ کیلومتر و ۸۸۹ متر بود.

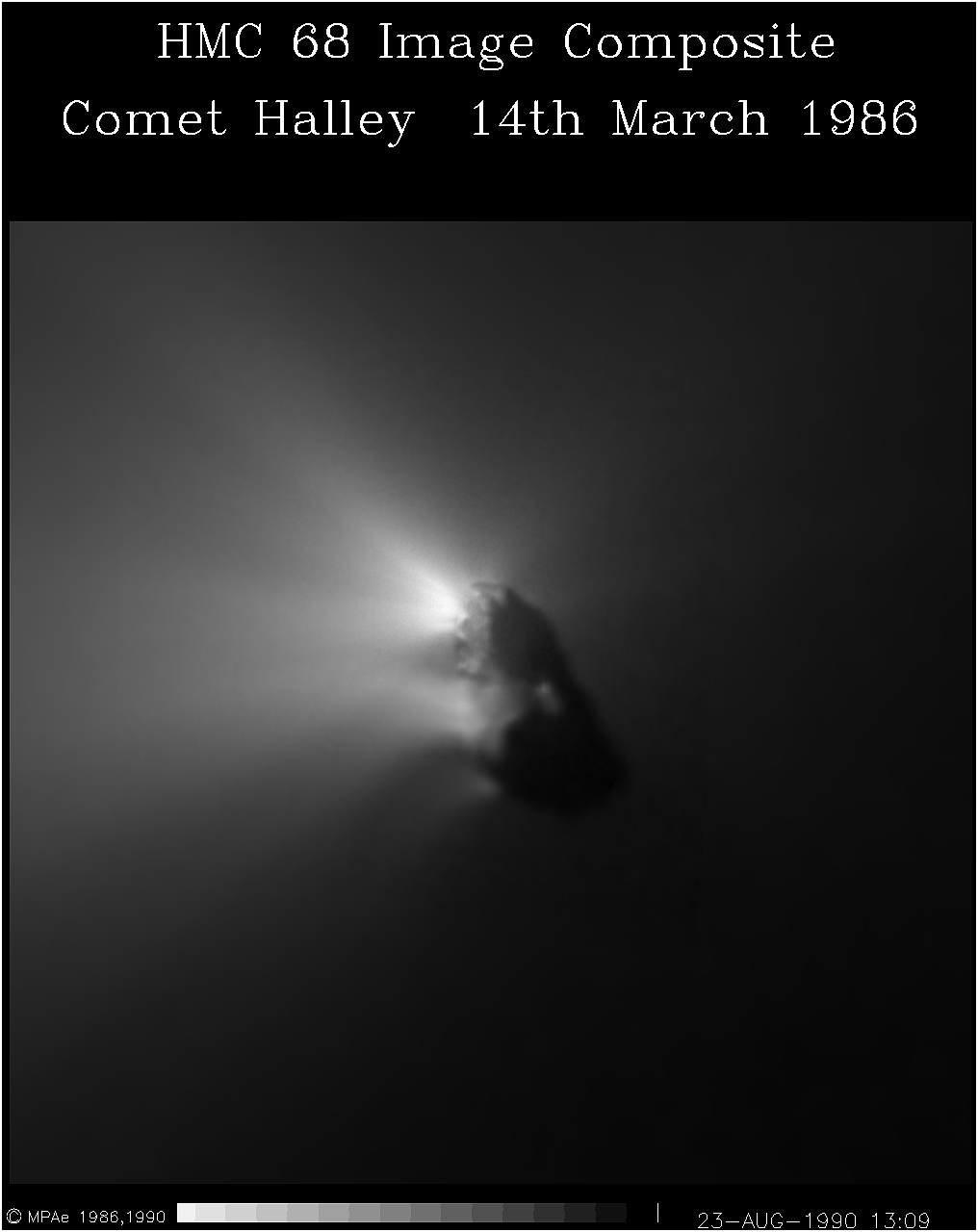
دنباله دار هالی در نزدیکترین راهپیمایی فضاپیمای جیوتو

### پرواز دوم زمین
در سال ۱۹۹۹ جیوتو پرواز دیگری روی زمین انجام داد اما دوباره فعال نشد.

## نتایج علمی
تصاویر نشان داد که هسته هالی یک بدن تیره بادام زمینی است، ۱۵ کیلومتر طول، ۷ کیلومتر تا ۱۰ کیلومتر عرض تنها ۱۰ درصد از سطح فعال بود و حداقل سه جت خروج گاز در سمت نور خورشید مشاهده شد. تجزیه و تحلیل نشان داد دنباله دار ۴٫۵ میلیارد سال پیش از مواد فرار (عمدتا یخ) که روی ذرات گرد و غبار بین ستاره ای متراکم شده بودند، شکل گرفت. از زمان شکل‌گیری آن تقریباً تغییر نکرده بود.
حجم اندازه‌گیری شده مواد خارج شده توسط هالی:
- ۸۰٪ آب،
- ۱۰ درصد مونوکسید کربن
- ۲٫۵٪ مخلوط متان و آمونیاک.
- هیدروکربنهای دیگر، آهن و سدیم به مقدار کمی تشخیص داده شد.

جیوتو متوجه شد هسته هالی تاریک است، که نشان می‌دهد پوشش غلیظی از گرد و غبار است.